# Strumigenys xenos
Strumigenys xenos (лат.) — вид мелких муравьёв трибы Crematogastrini (ранее в Dacetini) из подсемейства Myrmicinae (Formicidae).

## Распространение
Австралия, Новая Зеландия.

## Описание
Рабочих особей нет. Являются социальными паразитами, постоянно живут в гнёздах вида Strumigenys perplexa. Мелкие муравьи (1—2 мм) с сердцевидной головой, расширенной кзади, мандибулы длинные с 2—3 апикальными зубцами.

## Охранный статус
Включён в «Красный список угрожаемых видов» (англ. IUCN Red List of Threatened Animals) международной Красной книги Всемирного союза охраны природы (The World Conservation Union, IUCN) в статусе Vulnerable D2 (таксоны в уязвимости или под угрозой исчезновения).